# Гарсиа, Эвелин
Эвелин Йесениа Гарсиа Маррокин (исп. Evelyn Yesenia Garcia Marroquin, род. 29 декабря 1982 года, Санта-Ана, Сальвадор) — велогонщица из Сальвадора, участница Олимпийских игр 2004, 2008 и 2012 годов.
На Церемонии открытия летних Олимпийских игр 2012 была знаменосцем команды Сальвадора.

## Карьера
На Олимпиаде 2004 года Эвелин участвовала в соревнованиях среди женщин по групповой шоссейной гонке и индивидуальной гонке преследования, где заняла 35 и 12 места соответственно.
На Олимпиаде в Пекине она участвовала в соревнованиях среди женщин по гонке по очкам и гонке преследования, где снова не смогла завоевать медалей для своей команды, заняв 16 и 13 места соответственно.
На Олимпиаде 2012 года снова приняла участие в соревновании среди женщин по групповой шоссейной гонке, где финишировала на 26 месте.